# 11-та гвардійська армія (СРСР)
Одина́дцята гварді́йська а́рмія (11 гв. А) — загальновійськова гвардійська армія у складі Збройних сил СРСР під час Німецько-радянської війни та післявоєнний час.

## Командування
- Командувачі:
  - генерал-лейтенант, з 27 серпня 1943 генерал-полковник Баграмян І. Х. (1 травня — листопад 1943);
  - генерал-майор Ксенофонтов О. С. (листопад 1943)
  - генерал-лейтенант, з червня 1944 генерал-полковник Галицький К. М. (листопад 1943 — до кінця війни)